# Robert Hofstadter
Robert Hofstadter (New York, 1915. február 5. –‎ Stanford, 1990. november 17.) Nobel-díjas amerikai fizikus. Ő volt az 1961-es fizikai Nobel-díj közös nyertese (Rudolf Mößbauerrel együtt) "az atommagokban való elektronszórás úttörő tanulmányaiért és a nukleonok szerkezetére vonatkozó felfedezéseiért".

## Életrajza
Hofstadter zsidó családban született New Yorkban 1915. február 5-én lengyel bevándorlók, Louis Hofstadter kereskedő és Henrietta Koenigsberg gyermekeként. New Yorkban járt általános és középiskolába, majd beiratkozott a City College of New Yorkba, ahol 1935-ben, 20 évesen magna cum laude diplomát szerzett, és elnyerte a Kenyon-díjat matematikából és fizikából. A General Electric Company Charles A. Coffin Foundation ösztöndíját is megkapta, amely lehetővé tette számára, hogy a Princeton Egyetemen folytathassa tanulmányait, ahol 23 évesen megszerezte az M.S. és a Ph.D. fokozatot. Doktori disszertációjának címe „Infravörös abszorpció könnyű és nehéz hangyasavak és ecetsavak által” volt. Doktori kutatásait a Pennsylvaniai Egyetemen végezte, majd a Stanford Egyetem előtt a Princetoni Egyetemen volt adjunktus. 1950-től 1985-ig tanított a Stanfordon.
1942-ben feleségül vette a baltimore-i Nancy Givant (1920-2007). Három gyermekük született: Laura, Molly (aki fogyatékos volt és nem tudott kommunikálni), és a Pulitzer-díjas Douglas Hofstadter.

## Tudományos eredményei

### Tallium-aktivált nátrium-jodid gammasugárzás detektor
Hofstadter 1948-ban szabadalmat nyújtott be az ionizáló sugárzásnak ezzel a kristállyal történő kimutatására. Ezeket a talliummal aktivált nátrium-jodid detektorokat a mai napig széles körben használják gamma-sugárzás kimutatására.

### A fermi (egység) megalkotása és az 1961-es Nobel-előadás
Robert Hofstadter alkotta meg a fermi (femtométer) kifejezést, az fm szimbólumot, Enrico Fermi (1901-1954) olasz fizikus, az atomfizika egyik megalapítója tiszteletére 1956-ban, a Reviews of Modern Physics folyóiratban megjelent „Electron Scattering and Nuclear Structure” című tanulmányában. A kifejezést széles körben használják a nukleáris és részecskefizikusok. Amikor Hofstadter 1961-ben megkapta a fizikai Nobel-díjat, a kifejezés később megjelent 1961-es Nobel-előadásának szövegében, „Az elektronszórás módszere és annak alkalmazása az atommagok és nukleonok szerkezetére” (1961. december 11.).

### Compton Gamma Obszervatórium és EGRET teleszkóp
Utolsó éveiben Hofstadter érdeklődni kezdett az asztrofizika iránt, és a szcintillátorokkal kapcsolatos ismereteit a Compton Gamma Sugár Obszervatórium EGRET gammasugárzás-teleszkópjának tervezésében alkalmazta, amelyet a fizikai Nobel-díjas (1927) társáról, Arthur Holly Comptonról neveztek el. A Stanford Egyetem Fizika Tanszéke szerint Hofstadter „az egyik fő tudós, aki kifejlesztette a Compton Obszervatóriumot”.

## Díjak és kitüntetések
- 1958, elected to National Academy of Sciences.[3]
- 1961 Nobel Prize in Physics, joint winner with Rudolf Mößbauer, "for his [Hofstadter's] pioneering studies of electron scattering(wd) in atomic nuclei and for his consequent discoveries concerning the structure of nucleons."[2][17]
- Stanford University has an annual lecture series named after Hofstadter, the Robert Hofstadter Memorial Lectures, which consists of two lectures each year, one oriented toward the general public and the other oriented toward scientists.
- 1970, elected to the American Academy of Arts and Sciences(wd).[18]
- 1984 Golden Plate Award of the American Academy of Achievement(wd).[19]
- 1986, elected to the American Philosophical Society(wd).[20]

## Publikációi
Műszaki jelentések::
- Hofstadter, R. "Detection of Neutrons with Scintillation Counters", Brookhaven National Laboratory, United States Department of Energy(wd) (az előd Atomenergia Bizottságon(wd) keresztül), (Neutronok detektálása szcintillációs számlálókkal,  1948, november).
- Hahn, B., Ravenhall, D. G. and R. Hofstadter. "High-energy Electron Scattering and the Charge Distributions of Selected Nuclei," Stanford Egyetem, Amerikai Egyesült Államok Energiaügyi Minisztériuma(wd), Tengerészeti Kutatási Hivatal(wd) and Az Amerikai Egyesült Államok Légiereje, (Nagyenergiájú elektronszórás és kiválasztott atommagok töltéseloszlása, 1955, október).
- Chambers, E.E. and R. Hofstadter. "The Structure of the Proton", Stanford University, United States Department of Energy (through predecessor agency the Amerikai Egyesült Államok Energiaügyi Minisztériuma(wd)), Tengerészeti Kutatási Hivatal és az Amerikai Egyesült Államok Légiereje (A proton szerkezete, 1956, április).
- Hofstadter, R. "Structure in the Proton and the Neutron", Stanford Egyetem, az Amerikai Egyesült Államok Energiaügyi Minisztériuma, (Struktúra a protonban és a neutronban, 1958, június).
- Collard, H., Hofstadter, R., Hughes, E. B., Johansson, A., Yearian, M. R., Day, R. B. and R. T. Wagner. "Elastic Electron Scattering from Tritium and Helium-3", Stanford Egyetem, Amerikai Egyesült Államok Energiaügyi Minisztériuma, Los Alamos Scientific Laboratory(wd), Tengerészeti Kutatási Hivatal és az Amerikai Egyesült Államok Légiereje, (Elasztikus elektronszórás a tríciumból és a hélium-3-ból, 1964, október).
- Hofstadter, R. "K-edge Subtraction Angiography with Synchrotron X-Rays: Final Technical Report, (February 1, 1984 to January 31, 1987)", Stanford Egyetem, az Amerikai Egyesült Államok Energiaügyi Minisztériuma, (K-élű kivonásos angiográfia szinkrotron röntgensugarakkal: Végső műszaki jelentés, (1984. február 1-től 1987. január 31-ig), 1987, szeptember)

## Fordítás
- Ez a szócikk részben vagy egészben  a   Robert Hofstadter című angol Wikipédia-szócikk fordításán alapul.  Az eredeti cikk szerkesztőit annak laptörténete sorolja fel. Ez a jelzés csupán a megfogalmazás eredetét és a szerzői jogokat jelzi, nem szolgál a cikkben szereplő információk forrásmegjelöléseként.